# Baralla francesa

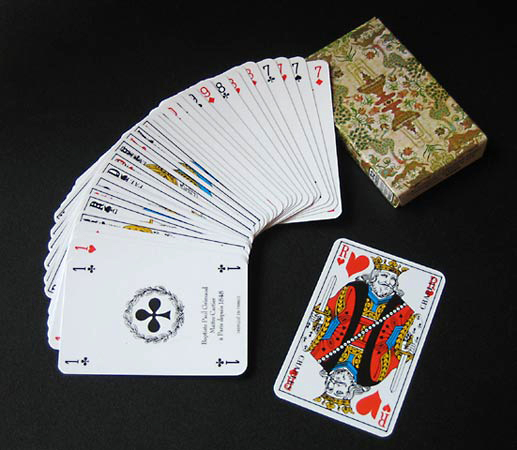
Baralla estàndard de 32 cartes del patró de París

La baralla francesa és un conjunt de naips o cartes, format per 52 cartes repartides en quatre colls: cors, diamants, trèvols i piques .

## Història

Els quatre símbols de cartes: pica, cor, diamant i trèvol

Els jocs de cartes van arribar a Europa des de l'Egipte mameluc cap al 1370 i ja es van informar a França el 1377. La insígnia tipus francès es va derivar del tipus alemanys cap al 1480. Entre el pas del vestit de campanes a les rajoles hi havia un vestit de mitja lluna.
Primer van arribar no com un objecte tangible, sinó en forma de descripció als relats i textos de diferents viatgers. D'aquesta manera es va expandir per Europa la idea dels naips, que va generar posteriorment els diversos models de baralles “nacionals”.
Els primers testimonis de naips europeus són de principis del segle xiv, quan el Consell de Cent, va prohibir els jocs de naips el 1310, a Barcelona. Al llarg del segle següent es van estendre per Europa amb una gran celeritat, situació que coneixem a causa de les nombroses prohibicions d'aquest joc.
Una de les característiques més distintives de les cartes franceses és la reina. Les cartes mameluques i els seus derivats, les cartes de pal alemany, tenen totes tres cartes de cara masculina. Les reines van començar a aparèixer a les baralles del tarot italianes a mitjans del segle XV i algunes baralles alemanyes van substituir dos reis per reines. Mentre que altres baralles van abandonar la dama en baralles que no són de tarot, els francesos les van mantenir i van deixar caure el cavaller com a carta de mitja cara. El disseny de les targetes facials va estar molt influenciat per les cartes catalanes que solien circular a França. Un dels trets més evidents heretats de Catalunya són els reis dempeus; contra els reis asseguts de les cartes italianes, portugueses o germàniques. Les cartes de tipus català encara s'utilitzen a França, sobretot a la Catalunya Nord, i la Bretanya i la Vendée, amb aquestes dues últimes utilitzant les cartes arcaiques d'Aluette.
Els exemplars més antics provenen d'Itàlia, influenciats pels naips catalans i del Tarot. Després es va estendre cap a Alemanya, des d'on va donar origen a la baralla francesa. Finalment, a Anglaterra va sorgir una adaptació de la baralla francesa.
El 1470, els francesos incorporen els cors, piques, trèvols i diamants als seus naips. Com a figures, utilitzen herois de la literatura i de la història: el Rei David, Alexandre el Gran, Juli Cèsar, Carlemany.

Al segle xix, es van afegir índexs de cantonades i cantonades arrodonides i les cartes es van fer reversibles, alliberant els jugadors d'haver de capgirar les cartes de cara cap amunt. L'índex d'as i cartes de cara solen seguir l'idioma local, però moltes baralles del patró de París utilitzen el número "1" per als asos.

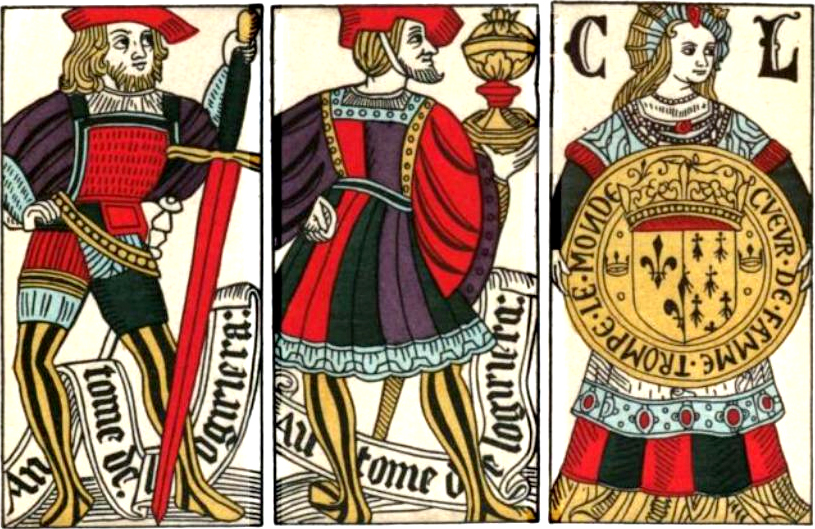
Baralla que celebra la unió de Bretanya i França amb vestits espanyols però té reines en lloc de cavallers (Antoine de Logiriera de Tolosa, c.1500).
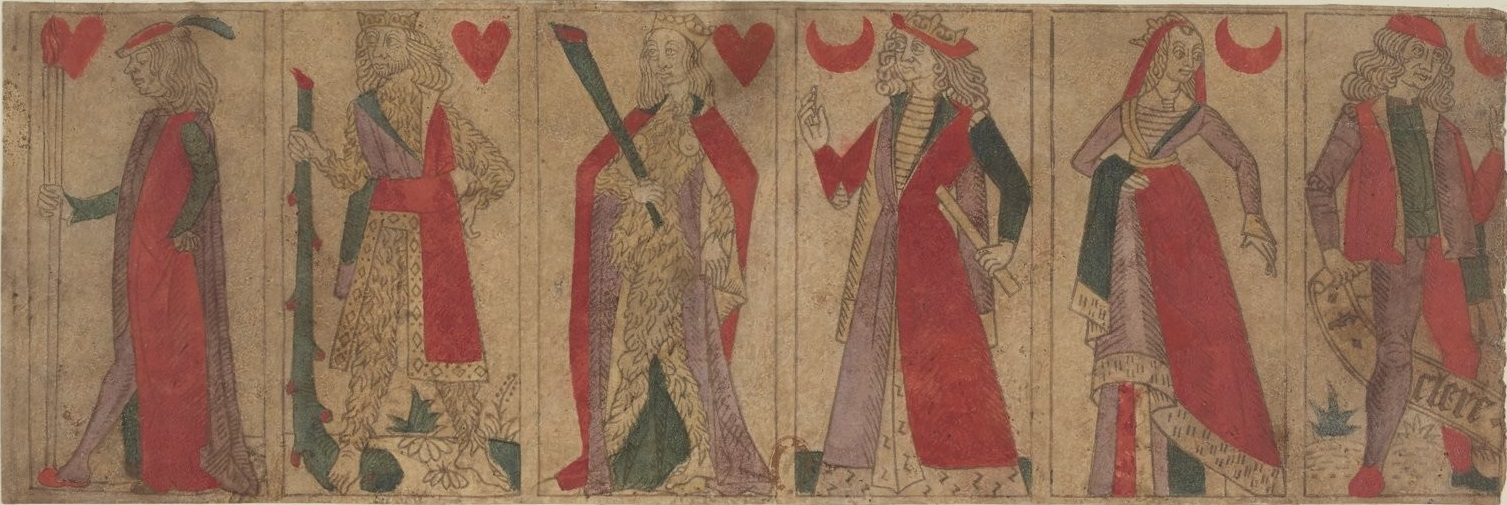
Una coberta de transició amb patges de cors i mitja lluna (François Clerc de Lió, finals del segle XV).
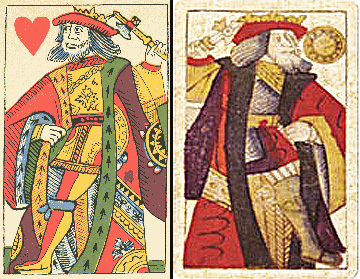
Patró de Rouen francès a l'esquerra, patró espanyol de Toledo a la dreta.
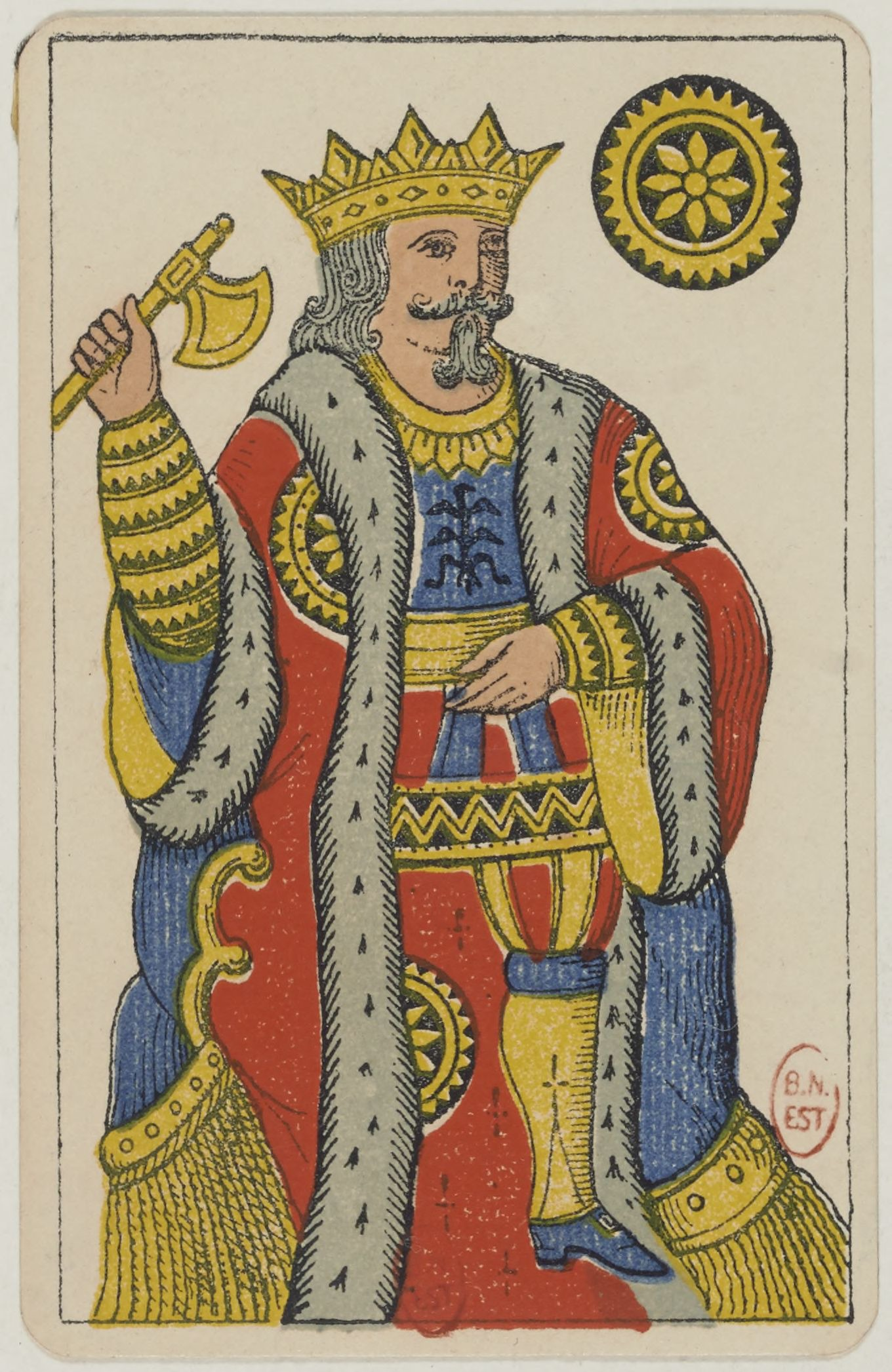
Rei de les monedes d'Aluette, una baralla de vestit espanyol encara en ús a França. Està relacionat amb el patró de Toledo.

## Els colls

### Origen
L'origen dels símbols de la baralla francesa no és clar. Alguns consideren que és una adaptació dels signes alemanys. Les glans i les fulles s'haurien convertit en trèvols i piques, respectivament, mentre que els cors s'haurien mantingut i els cascavells haurien estat substituïts pels diamants, que seria l'aportació original de França als símbols dels pals.
Altres creuen en la influència del tarot. La forma de les copes hauria portat als cors, els trèvols serien una derivació de les fulles dels bastos, les piques —puntes de les llances— haurien substituït com a signe militar a les espases, i els diamants —un símbol de la riquesa—, haurien substituït els ors. Tot i això, el nom francès d'aquest últim coll, carreau, no té a veure amb la riquesa i sí amb la forma del dibuix.
Independentment de quin és el seu origen, les baralles amb els símbols francesos ja es feien servir en els primers decennis del segle XV. Alguns fins i tot atribueixen la seva invenció al cavaller Étienne de Vignolles, més conegut com La Hire, que va morir el 1442.
El pare jesuïta Menéstrier (1631-1705), en un article publicat el 1702, al Journal de Trévoux, exposa que les primeres cartes franceses es van fabricar a la península Ibèrica el 1392 per a entreteniment del rei Carles III de Navarra, afligit d'atacs de malenconia, i que el joc simbolitzava l'estructura feudal.

## L'as
L'as pot funcionar com a carta de valor 1 i de valor més alt que la carta del rei R (K a la baralla anglesa), és a dir catorze (onze en el joc de blackjack), molt útil en el BlackJack i a l'hora de formar escales al pòquer, donant en aquest joc les majors probabilitats de guanyar.

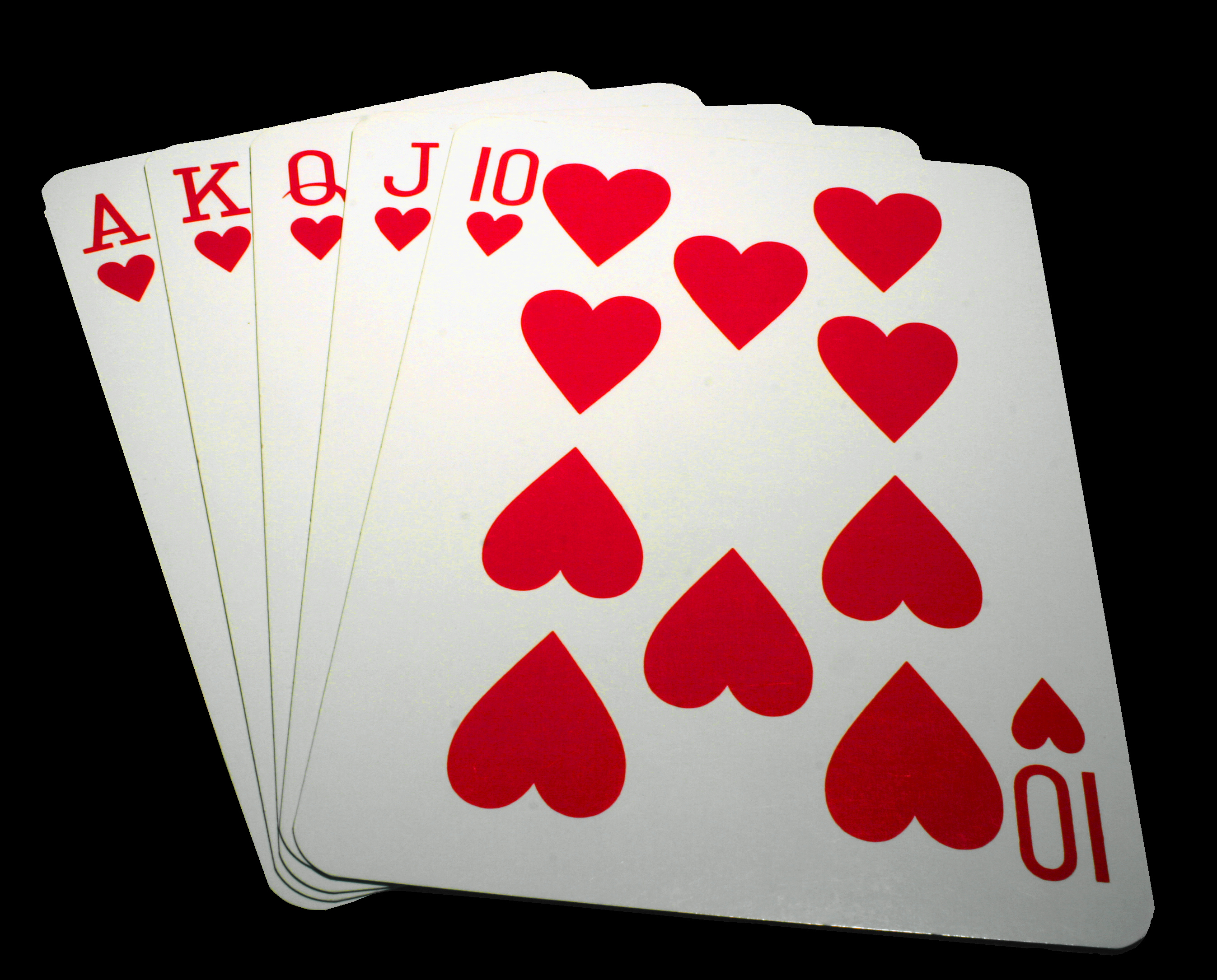
"Flor imperial" al pòquer

## Les figures
Cadascun d'aquests colors està compost per tretze cartes: Un, Dos, Tres, Quatre, Cinc, Sis, Set, Vuit, Nou, Deu, representades pels números corresponents, i les tres figures, que es diuen Valet (V), Dame(D) i Roi (R).
En comparació a altres baralles de l'època, la francesa és original en l'adopció de la figura femenina, la Dame, com a figura intermèdia entre el Valet i el Roi, ja que tant a la baralla alemanya (Oberman) com a la italiana i l'espanyola (cavall/cavaller) aquesta figura és masculina. De fet, l'espanyola va tenir reina antany; el problema és que els colls eren de 14 cartes, de l'1 al 10, amb quatre figures: sota, cavall, reina i rei, però a la reina corresponia el número 13, de mal averany per als jugadors, es va suprimir i va quedar el rei com 13, per la qual cosa també va caldre suprimir el 10. Tot i això, la baralla del tarot encara va conservar les quatre figures. En qualsevol cas, es va triar la reina en comptes del cavall. No se sap la causa d'aquesta preferència, potser és deguda a la influència de les reines franceses o a Joana d'Arc, l'heroïna de la Guerra dels Cent Anys.

## Els naips
Exemple d'una baralla francesa completa
|                     | As              | 2              | 3              | 4              | 5              | 6              | 7              | 8              | 9              | 10              | Jota (Valet)      | Reina /Dama        | Rei (Roi)        |
| ------------------- | --------------- | -------------- | -------------- | -------------- | -------------- | -------------- | -------------- | -------------- | -------------- | --------------- | ----------------- | ------------------ | ---------------- |
| Trèvols (Trèfles)   | As de tréboles  | 2 de tréboles  | 3 de tréboles  | 4 de tréboles  | 5 de tréboles  | 6 de tréboles  | 7 de tréboles  | 8 de tréboles  | 9 de tréboles  | 10 de tréboles  | Jota de tréboles  | Reina de tréboles  | Rey de tréboles  |
| Diamants (Carreaux) | As de diamantes | 2 de diamantes | 3 de diamantes | 4 de diamantes | 5 de diamantes | 6 de diamantes | 7 de diamantes | 8 de diamantes | 9 de diamantes | 10 de diamantes | Jota de diamantes | Reina de diamantes | Rey de diamantes |
| Cors (Cœurs)        | As de corazones | 2 de corazones | 3 de corazones | 4 de corazones | 5 de corazones | 6 de corazones | 7 de corazones | 8 de corazones | 9 de corazones | 10 de corazones | Jota de corazones | Reina de corazones | Rey de corazones |
| Piques (Pics)       | As de picas     | 2 de picas     | 3 de picas     | 4 de picas     | 5 de picas     | 6 de picas     | 7 de picas     | 8 de picas     | 9 de picas     | 10 de picas     | Jota de picas     | Reina de picas     | Rey de picas     |

### Personatges històrics i literaris
Una curiosa singularitat de les figures de la baralla francesa és que tenen noms propis, encara que no sempre han estat els mateixos, ja que han anat variant segons el gust de la societat i els vaivens de la història. Les figures tradicionals representen personatges considerats heroics a l'Edat Mitjana.
| VALETS | VALETS                                                    | DAMES | DAMES                            | ROIS | ROIS                           |
|        | Lahire company de Joana d'Arc                             |       | Judit personatge bíblic          |      | Charles Carlemany o Carles VII |
|        | Hèctor heroi de la Guerra de Troia                        |       | Rachel Raquel, personatge bíblic |      | Cèsar Juli Cèsar               |
|        | Ogier el Danès o Ogier un dels dotze parells de Carlemany |       | Palles Pales Atenea              |      | David heroi bíblic             |
|        | Lancelot o Lanzarote                                      |       | Argine anagrama de regina        |      | Alexandre Alexandre el Gran    |

Durant la Revolució francesa, els reis es van convertir en ciutadans i van ser representats per personatges clàssics (Solon, Plató, Cató, Brut) o escriptors francesos cèlebres (Molière, Voltaire, La Fontaine, Rousseau); les dames van ser personificacions de virtuts (Justícia, Prudència, Unió, Força), i altres personatges com Aníbal, Decio, Horaci i Escévola van suplir als valets tradicionals. També durant l'època revolucionària les figures van ser substituïdes per cartes simbòliques (llei, llibertat, providència i igualtat), per les quatre estacions de l'any o els quatre elements dels grecs (aigua, foc, aire i terra).
Amb la restauració monàrquica postnapoleònica van tornar a utilitzar-se reis (Carlomagno, San Luis, Francisco I i Enrique I), dames (Hildegarda, Blanca de Castella, Margarida de Valois i Juana d'Albret) i valets (Rolando, Bayard, Joinville i Crillon).
La literatura i la política van aportar al segle xix la seva pròpia iconografia, és possible trobar baralles les figures de les quals es van inspirar en novel·les cèlebres com Els tres mosqueters, i fins i tot una baralla en què els reis són Victor Hugo, Mac Mahon, Thiers i Jules Ferry.

## Baralla anglesa o francesa?
Sovint es confon la baralla anglesa amb la francesa, perquè en cert sentit són la mateixa. Els anglesos van prendre el model francès per crear la seva baralla, modificant-ne alguns detalls. Per exemple, les figures són molt més abstractes i no representen cap personatge com sí que passa amb els naips francesos (es diu que això va passar per la poca habilitat dels dibuixants anglosaxons). Les figures de la baralla anglesa són de cos sencer i els francesos les van fer simètriques perquè poguessin ser vistes sempre sense necessitat de girar el naip, de manera que els jugadors podrien saber qui té figures. També es van adaptar les inicials dels noms de les figures en anglès i l'un va ser substituït per l'A de as. I en temps moderns, les baralles angleses inclouen la figura del jòquer o comodí.
No obstant això, estrictament parlant, la baralla que s'usa per jugar al pòquer, al bridge, al reihe o a la canastra és la francesa.